# Massevitch (planetka)
(1904) Massevitch je planetka hlavního pásu, pojmenovaná po sovětské astronomce Alle Genrichovně Masevičové, objevená sovětskou astronomkou Tamarou M. Smirnovovou 9. května 1972. Předpokládaný průměr je asi 18 km.